# Wy kam fram Fryslân
"Wy kam fram Fryslân" is een nummer van de Friese band De Hûnekop in samenwerking met de eveneens Friese zanger Oele Plop. Op 14 juli 2022 verscheen het als single.

## Achtergrond
"Wy kam fram Fryslân" is geschreven door bandleden Emiel Stoffers en Jeroen Seinstra. Stoffers zingt het nummer in steenkolenengels, terwijl Plop voor gesproken teksten in het Fries en voor het pianospel zorgt. Stoffers raakte geïnspireerd om het nummer te schrijven na een reis door Australië, waar mensen hem vroegen waar hij vandaan kwam. Hij vertelde altijd dat hij uit Friesland kwam, maar de lokale bevolking was niet bekend met de provincie. Daarop legde hij altijd uit dat hij uit het noorden van Nederland komt. Volgens hem is het nummer bedoeld om de provincie Friesland meer bekendheid buiten Nederland te geven. In de tekst wordt het dan ook niet als provincie beschreven, maar als een land dat tussen Denemarken en Nederland ligt.
"Wy kam fram Fryslân" werd een regionale hit. Binnen een week werd de bijbehorende clip 70.000 keer op YouTube en 100.000 keer op Facebook bekeken. Men had echter ook kritiek op de clip: de band zou hierin reclame maken voor een nieuw eigen drankje. Stoffers verdedigde deze keuze door te zeggen dat cd-verkopen en streamingsdiensten niet voldoende geld opleveren. Aan het eind van 2022 startte de band een actie om het nummer op de eerste plaats in de jaarlijkse NPO Radio 2 Top 2000 te krijgen. De nummer 1-positie werd niet gehaald, maar het nummer kwam wel op plaats 788 de lijst binnen. Het succes was eenmalig: in 2023 stond het nummer niet meer in de Top 2000.

## NPO Radio 2 Top 2000
Wy kam fram Fryslân stond alleen in 2022 in de NPO Radio 2 Top 2000, op plek 788.